# Peter-elv
A Peter-elv egy elmélet a menedzsment tárgykörében, amelyet Laurence J. Peter dolgozott ki. Az elmélet megfigyelése szerint egy hierarchikus rendszerben az emberek egészen a saját inkompetenciaszintjükig haladnak előre. Más szóval, egy munkavállaló előléptetése korábbi munkaköreiben elért sikerei alapján történik, egészen addig a szintig, ahol már nem lesz kompetens, mert egy adott munkakör által elvárt készségek nem szükségszerűen alkalmazhatóak egy másikban. Az elméletet Peter és Raymond Hull fejtették ki 1969-es, a The Peter Principle című könyvükben.
A könyvet a William Morrow and Company adta ki. Peter és Hull az írást szatírának szánta, de nagyon népszerűvé vált, mert komoly hiányosságokra mutatott rá a hierarchikus szervezetek előléptetési szokásairól. A könyv szövegét Hull írta Peter kutatásai nyomán.
A Peter-elv számos későbbi kutatás és vita tárgyát képezi.

## Az elv

Az ábra a Peter-elv működését jeleníti meg. (success: siker, advancement: előrelépés, failure: kudarc)

A Peter-elv annak az általános megfigyelésnek a speciális esete, hogy ami működik, azt egyre bonyolultabb helyzetben használják, egészen addig, amíg már nem működik. Peter megjegyezte, hogy az emberek hajlamosak arra, hogy használják az új helyzetben is azt, ami működött előtte, még akkor is, ha nem biztos, hogy az új helyzetben is működni fog.
A Peter-elvet a kanadai Laurence J. Peter dolgozta ki. Elmélete szerint a vállalati hierarchiában egy előléptetés során az alkalmazott elhagyja azt a korábbi pozícióját, amelyben sikeresen teljesített, de nincs garantálva, hogy az új, magasabb pozíciójában is ugyanolyan eredményes lesz.
A cégeknél a megüresedő vezetői helyeket gyakran nem a konkrét pozícióra irányuló pályáztatással, hanem egy alacsonyabb munkakörben kiemelkedő teljesítményt nyújtó dolgozó kinevezésével töltik be. Továbbá elvárás, hogy ne alkalmazzanak diszkriminációt, és csak a teljesítmény alapján mérjék fel az előléptetés lehetőségét.
Amennyiben egy kinevezett dolgozó új munkakörében is jól teljesít, úgy számíthat arra, hogy munkája elismeréseként idővel újból elő fogják léptetni.
Egy alkalmazott előléptetése addig ismétlődhet, míg el nem éri azt a pozíciót, amelyben már nem tud igazán eredményesen, előléptetésre méltóan dolgozni („a vezetők elérik illetéktelenségük szintjét”).
Egy dolgozó előmenetele eggyel a képességei szerint optimális pozíciója felettig tarthat: mivel ekkor már nem teljesít kiemelkedően, így a továbbiakban nem léptetik elő.
Ha egy vezető felismeri, hogy elérte a számára elérhető legmagasabb pozíciót, az negatív kihatással lehet a foglalkoztatójára is, mert a dolgozó saját pozíciója megőrzése érdekében hátráltathatja azok munkáját, akikről úgy gondolja, hogy veszélyeztethetik megszerzett pozícióját. Lemondani vagy visszalépni sokszor anyagilag is nagy hátrányt jelent a dolgozónak, így az új pozíciót meg akarja tartani.
Peter megjegyezte, hogy az inkompetenciának az lehet az oka, hogy az új szint más képességeket, és nem jobb képességeket igényel. Alacsony szinten nincs például szükség vezetői képességekre, így egy kiváló mérnök rossz vezető lehet.
Ahelyett, hogy egy szuper-kompetens új jelöltet keresne, az inkompetens vezető kirúgja őket, mivel megsértik azt az elvet, hogy a hierarchiát meg kell őrizni.

## Kompetencia
A dolgozók kompetencia alapján öt csoport valamelyikébe sorolhatók az adott munkához való kompetensség alapján: szuper-inkompetens, inkompetens, mérsékelten kompetens, kompetens, szuper-kompetens. Eloszlásuk haranggörbe jelleget mutat.
A hierarchikus exfoláció az a jelenség, melynek során a két szélsőséget, a szuper-inkompetenst és a szuper-kompetenst, ahogy kiderül róluk kompetenciaszintjük, hamarosan szélnek eresztik, mivel bomlasztják a hierarchia kereteit.
A Peter-invertált avagy foglalkozási automata az az inkompetencia szintjét elért személy, aki a hierarchikus engedelmesség mintapéldánya, betű szerint betartja a szabályzatot, előléptetésre számíthat ugyan hierarchikus jó megítélése alapján, viszont az ügyfelek negatívan nyilatkoznak róla.

## Előlépés
Lineáris előlépés
Stáb-előlépés

## Pszeudo-előlépés
Perkusszív szublimáció az, mikor az inkompetenciaszintjét elért dolgozót az egyik improduktív pozícióból áthelyezik egy másik, magasabb hierarchikus szinten levő improduktív pozícióba. Nem valódi előrelépés, mivel nem történik kompetenciaszint emelkedés. Igazolja a vezetőség előző döntését, javítja a többi alkalmazott hangulatát és fenntartja a hierarchiát.
Laterális arabeszk az, mikor az inkompetenciaszintjét elért dolgozót az egyik improduktív pozícióból áthelyezik egy másik, ugyanolyan szinten levő improduktív, ám újabb, hangzatosabb címmel díszített pozícióba. Nem valódi előrelépés, mivel nem történik kompetenciaszint-emelkedés.

## Az elv publikálása
Az általa felfedezett elvet Laurence J. Peter először 1960-ban egy előadáson ismertette. 1965 tavaszára Raymond Hullal (1919–1985) közösen megírták egy könyv formájában, de mivel a kéziratra két éven át nem sikerült kiadót találniuk, művüket egy tanulmányba sűrítve magazinokban jelentették meg. Könyvük végül 1969-ben jelent meg, ekkor 20 hétig szerepelt a bestseller listán.
A könyv magyar fordítása 1989-ben „Peter-elv, avagy miért fordulnak mindig rosszra a dolgok?” címmel jelent meg.

## Érdekességek
A Peter-elvet továbbgondolva az olasz Catania Egyetem három kutatója, Alessandro Pluchino, Andrea Rapisarda és Cesare Garofalo ágensalapú modellezéssel levezette, hogy a szervezetek hatékonysága nőhet, ha a Peter-elv feltevései teljesülnek és a vezetőket véletlenszerűen választják ki. A növekedés még jobb, ha kizárják ebből a sorsolásból a legjobbakat és a legrosszabbakat, és a középszerűekből választanak. Tanulmányukért 2010-ben Ignobel-díjat kaptak menedzsment témában.
José Ortega y Gasset kijelentése: „Minden közszolgát azonnal vissza kell léptetni eggyel alacsonyabb szintre, mihelyt kiderül inkompetenciájuk.”  Ortega 1955-ben halt meg, 14 évvel a Peter-elv kimondása előtt.

## Fordítás
Ez a szócikk részben vagy egészben  a   Peter principle című angol Wikipédia-szócikk fordításán alapul.  Az eredeti cikk szerkesztőit annak laptörténete sorolja fel. Ez a jelzés csupán a megfogalmazás eredetét és a szerzői jogokat jelzi, nem szolgál a cikkben szereplő információk forrásmegjelöléseként.